# Nicaise Le Febvre
Pour les articles homonymes, voir Le Febvre.
Cet article possède un paronyme, voir Nicolas Lefèvre.
Nicaise Le Febvre, parfois prénommé Nicolas, est un pharmacien français, né vers 1610 à Sedan et mort en 1669 à Londres.

## Biographie
Originaire d'une famille protestante de Normandie réfugiée à Sedan pour fuir la répression religieuse, Le Febvre fait ses études à l'Académie protestante de la ville avant de devenir apprenti dans l'officine d'apothicaire de son père. Après être devenu maître apothicaire, il vient à Paris et travaille sous la tutelle de Samuel Duclos, médecin ordinaire du roi.
C'est Antoine Vallot, devenu surintendant du Jardin royal et ayant assisté à une leçon de chimie donnée par Le Febvre, qui lui offre la chaire de chimie au Jardin du roi laissée vacante par le départ de William Davisson.
En 1660, il fait paraître un Traité de la Chymie qui est principalement une compilation des connaissances de son temps et dont le but est de promouvoir un renouveau de la pharmacie. Il s'était fait une certaine réputation tant par ses leçons que par un traité sur son art. Le roi Charles II d'Angleterre l'appelle alors auprès de lui et lui confia la direction d'une pharmacie qu'il avait établie dans le palais St. James. Le Febvre accepte d'autant plus facilement cette invitation qu'il craint que sa religion ne soit source de désagréments. En 1663, il est fait membre de la Royal Society. Il fait paraître en 1665 son Discours sur le grand cordial de Sr Walter Rawleigh.

## Travaux
On a dit que, grand admirateur de Paracelse, il prétendait avoir découvert, comme lui, un secret pour rendre ou maintenir toute la vigueur de la jeunesse dans un âge avancé, et qu'il en avait donné communication à Pierre Bayle. Quoi qu'il en soit de cette assertion, c'était un chimiste habile, et les gens de l'art louent l'exactitude avec laquelle il décrit les opérations et rend compte de leurs résultats. Il indique aussi les moyens de reconnaître la fraude dans les préparations pharmaceutiques.
Un de ses ouvrages, regardé comme un des meilleurs abrégés des procédés alors en usage, obtint un grand succès et fut traduit en plusieurs langues. Il est intitulé Chimie théorique et pratique, Paris, 1660, 1669, 1674, in-12 ; Leyde, 1699, 2 vol. in-12 ; trad. en anglais, Londres, 1664, 1670, in-8° ; ibid., 1740, in-4° ; trad. en allemand, Nuremberg, 1672, 1685, in-8° ; trad. en latin, Besançon, 1737, in-4°. Lenglel-Dufresnoy en a donné une 5e édition française considérablement augmentée par Arthur Du Monstier, sous le titre de Cours de Chymie, Paris, 1751, vol. in-12, avec fig.
Nicolas Lefèvre a aussi publié la Religion du médecin, la Haye, 1688, in-12. C'est la traduction française, d'après la version latine, de l'ouvrage anglais de Thomas Browne.

### Listes de ses œuvres
- Traité de la chymie ... Ed. T. Jolly. 1669. Paris. B. N. - R. 41322-41323 Ed. J. d’Houry. 1674. Paris. B. N. - R. 41324-41325.Lire en ligne sur la BNAM
- Chimie théorique et pratique.
- Cours de chymie, pour servir d’introduction à cette science. Avec 12 planches gravées. Ed. J. N.Leloup. 1751. Paris. Cinquième éd. en 5 volumes. B. N. - R. 41326-41330. Lire en ligne sur la BNAM